# Feliks Mikulski

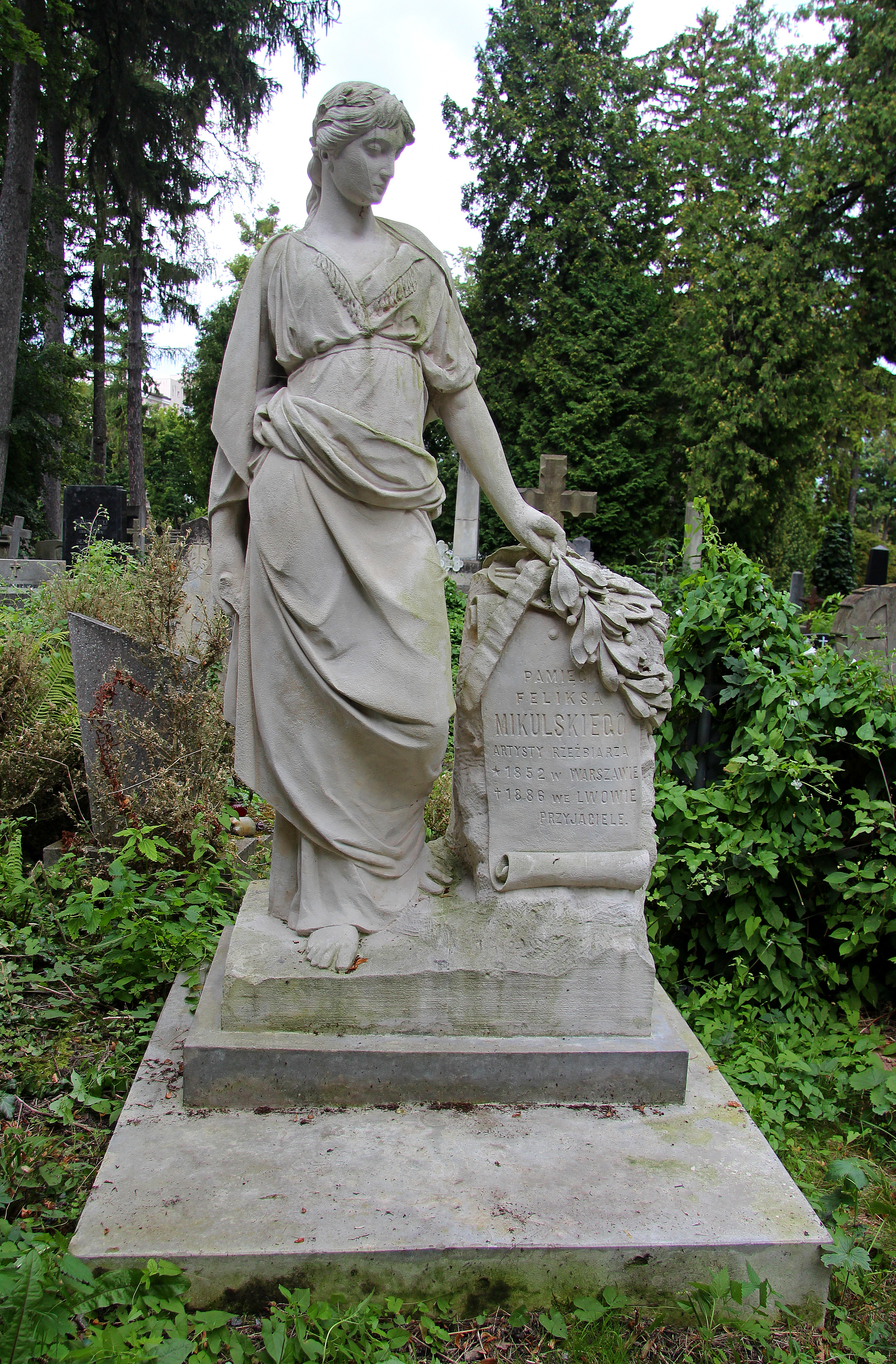
Nagrobek Feliksa Mikulskiego

Feliks Mikulski (ur. w 1852 w Warszawie, zm. 7 września 1886 we Lwowie) — polski rzeźbiarz.
Studiował w warszawskiej Szkole Sztuk Pięknych, a następnie w Niemczech i Włoszech. Około 1876 osiadł we Lwowie, gdzie wraz z rzeźbiarzem Leonardem Marconim założył spółkę kamieniarską.
Zmarł w 1886, został pochowany na Cmentarzu Łyczakowskim. Pomnik na jego grobie wykonali Julian Markowski i Stefan Jarzymowski.

## Prace (lista niepełna)
- kilka alegorycznych figur zdobiących fasadę Uniwersytetu Lwowskiego
- rzeźba Zamyślony niewolnik oraz Kazimierz Jagiellończyk – obecnie w muzeach lwowskich[3]
- autor pomników na Cmentarzu Łyczakowskim